# ثعلب السافانا
ثعلب السافانا (Cerdocyon thous), يدعى أيضا ب الثعلب آكل السرطان, كلب الغابة, أو الذئب الصغير, وهي الفصيلة الوحيدة من نوع Cerdocyon. يعيش في أمريكا الجنوبية (الأرجنتين، فنزويلا، باراغواي، الأوروغواي).

## الوصف
هو يشبه في الشكل والحجم معظم أنواع الثعالب، الجزء العلوي من الجسم يتميز باللون الرمادي البني والوجه والأذن والأرجل مائلة إلى الإحمرار بينما الجزء السفلي والعنق تتميز باللون الأبيض وأطراف الأذن والذيل والأرجل تتحدد باللون الأسود. طول الرأس والجسم حوالي 643 مم ومتوسط طول الذيل 285 مم، ويصل متوسط الوزن ما بين 5 إلى 8 كيلو.

## التوزيع الجغرافي
ينتشر في كولومبيا وفنزويلا وجنوب باراجواي والأوروغواي وشمال الأرجنتين.

## التكاثر
ثعلب السافانا أحادي التكاثر أي أن الذكر يكتفي بأنثى واحدة فقط للتزاوج ويتكاثر مرتين خلال العام وتزداد حدة الولادات خلال شهري يناير وفبراير.
يستطيع ثعلب السافانا أن يتكاثر خلال العام ولكن تزداد حدة التكاثر في شهري فبراير وديسمبر، متوسط فترة الحمل 56 يوم فتزداد الولادات خلال شهري يناير وفبراير، وتلد الأنثى من 3 - 6 صغار في المرة الواحدة. يزن الجرو الصغير عند الولادة حوالي 120 - 160 جرام وتولد الجراء من غير أسنان والعيون والأذان مغلقة ولا تستطيع فتح عينيها إلا بعد 14 يوم. يحدث الفطام بعد 90 يوم ولكن تبدأ في تلقي الطعام الجاف عند 30 يوم.

## متوسط فترة العمر
يستطيع أن يعيش في الأسر حتى 11.5 سنة.